# الکساندر میخایلوویچ زایتسف
الکساندر میخایلوویچ زایتسف (روسی: Алекса́ндр Миха́йлович За́йцев؛ ۲ ژوئیهٔ ۱۸۴۱ – ۱ سپتامبر ۱۹۱۰) یک شیمی‌دان اهل روسیه بود. وی کاشف قانونی در شیمی آلی است که به افتخار او قاعده زایتسف نامیده می‌شود.